# Финдейзен, Николай Фёдорович
Николай Федорович Финде́йзен (11 [23] июля 1868, Санкт-Петербург — 20 сентября 1928, Ленинград) — русский музыковед-историк, музыкальный критик, общественный деятель.

## Биография
Окончил курс в Санкт-Петербургском коммерческом училище. Систематического музыкального образования не получил (в 1890—1892 гг. брал уроки композиции у Н. А. Соколова). В 1894 году основал журнал «Русская музыкальная газета», главным редактором которого был до 1918 года; выступал в нём также как автор музыкально-критических статей. С 1899 года — член Международного музыкального общества (Берлин). Был одним из учредителей Общества друзей музыки в Санкт-Петербурге (1908). Положил начало Музыкально-историческому музею Санкт-Петербургской филармонии (с 1920 зав. Государственным музыкально-историческим музеем). В 1919—1926 годах — профессор Петроградского (Ленинградского) Института археологии (ныне Институт археологии РАН), в котором читал курсы музыкальной археологии и палеографии. В 1922 году он организовал Кабинет музыкальной археологии при Петроградском университете. С 1925 года возглавлял комиссию по изучению народной музыки при Русском географическом обществе.
В 1890—1891 годах Финдейзен опубликовал свои первые работы по истории русской музыки. Автор биографий М. И. Глинки, А. С. Даргомыжского, А. Н. Серова, А. Н. Верстовского, Н. А. Римского-Корсакова и др. Фундаментальный труд Финдейзена «Очерки по истории музыки в России с древнейших времён до конца XVIII века» (в двух томах, опубликован в 1928—1929 гг.) поныне считается одним из главных и наиболее достоверных источников по истории русской музыки указанного периода.
Активно занимался популяризацией русской музыки. В 1902—1903 годах он читал популярные лекции по истории русской музыки в Витебске, Полтаве, Ставрополе и Орле.
Финдейзен принимал участие в работе над «Русским биографическим словарём» (под редакцией А. А. Половцова), написал ряд статей для русского музыкального словаря Римана, писал статьи также в другие русские словари и энциклопедии. К 50-летию Императорского русского музыкального общества Финдейзен составил посвящённый этому обществу исторический очерк.
Скончался 20 сентября 1928 года от злокачественной опухоли в области почек.

## Труды
- А. Н. Верстовский. Очерк его музыкальной деятельности. — СПб., 1890.
- Музыкальные очерки и эскизы. — СПб., 1891.
- Новые материалы для биографии А. Н. Серова // Ежегодник императорских театров, 1893—94, прил. III.
- Библиографический указатель музыкальных произведений и критических статей Ц. Кюи. — М., 1894.
- Глинка в Испании и записанные им народные испанские напевы. — СПб., 1895.
- М. И. Глинка: его жизнь и творческая деятельность. Ч. 1. — СПб., 1896.
- Краткий словарь народных музыкальных инструментов в России. — СПб., 1896.
- Письма Александра Николаевича Серова к его сестре С. Н. Дю-Тур (1845—1861 гг.), изданные Ник. Финдейзен. — СПб.: тип. Н. Финдейзена, 1896. — 270 с., 1 л. факс.
- Средневековые мейстерзингеры. — СПб., 1897.
- Биография М. И. Глинки 1804—1822 гг. // Ежегодник императорских театров, 1896—97, прил. I.
- Каталог нотных рукописей, писем и портретов Глинки, хранящихся в рукописном отделении Императорской публичной библиотеки. — СПб., 1898.
- A. H. Верстовский. Его жизнь и музыкальная деятельность // Ежегодник императорских театров, 1897—98, прил. II.
- А. Н. Серов. Очерк его жизни и музыкальной деятельности // Ежегодник императорских театров, 1897—98, прил. I—III.
- Э. Ф. Направник. Биографический очерк // Ежегодник императорских театров, 1897—98, прил. III.
- Michael Iwanowitsch Glinka und seine Oper «Russlan und Ludmilla». — München, 1899.
- Die Entwickelung der Tonkunst in Russland in der ersten Hälfte des XIX Jahrhunderts // Sammelbände der Internationalen Musikforschenden Geselleschaft 2 (1900-01). — S. 279—302.
- Музыкальная старина: сборник ст. и материалов для истории музыки в России, изд. Ник. Финдейзен. Вып.1-6. — Санкт-Петербург: Товарищество художественной печати, 1903—1911.
- A. H. Серов: его жизнь и музыкальная деятельность. — СПб., 1900; 2-е расширенное изд. — СПб., 1904.
- А. С. Даргомыжский: очерк его жизни и музыкальной деятельности. — СПб., 1904.
- Русская художественная песня: исторический очерк её развития. — СПб., 1905.
- Антон Григорьевич Рубинштейн: очерк его жизни и музыкальной деятельности. — Москва; Лейпциг: Изд. П. Юргенсон, 1907. — 105 с.
- Н. А. Римский-Корсаков: очерк его жизни и музыкальной деятельности. — СПб., 1908.
- Эдвард Григ. Очерк его жизни и муз. деятельности. — СПб.; М.: Бессель, 1908. — 55 с.
- В. В. Бессель: очерк его музыкально-общественной деятельности. — СПб., 1909.
- «Боальдье и придворная французская опера в С.-Петербурге в начале XIX в.» // Ежегодник императорских театров, 1910. — Вып. 5. — С. 14—41.
- Рихард Вагнер: его жизнь и музыкальное творчество. Ч. 1-2. — СПб., 1911.
- Музыкальная этнография: Сб. ст. / Под ред. Н. Ф. Финдейзена. Ленинград: Комис. по изучению нар. муз. при Этногр. отд. Р. О.Г., 1926. — 51 с.
- Петровские канты. — Л., 1927.
- Очерки по истории музыки в России с древнейших времён до конца XVIII века:
  - Т. 1. Вып. 1. — М.—Л., 1928. Содерж.: I. Введение. Предшественники славян; II. Языческая Русь; III. Киевская Русь.
  - Т. 1. Вып. 2. — М.—Л., 1928. Содерж.: IV. Великий Новгород; V. Скоморошье дело на Руси; VI. Музыка и музыкальные инструменты в русских миниатюрах, лубочных картинах и в толкованиях азбуковников; VII. Обзор старинных русских народных музыкальных инструментов.
  - Т. 1. Вып. 3. — М.—Л., 1928. Содерж.: VIII. Музыка в древней Москве (XV—XVI вв.); IX. Музыка в монастыре (XVI—XVII вв.). Чаши. Колокольный звон. Духовные действа; X. Музыка в московской придворной жизни XVII в.; XI. Краткий словарь певчих дьяков, композиторов и теоретиков XVI—XVII вв.; XII. Музыка и театр начала XVIII в.
  - Т. 2. Вып. 1 (4). — М.—Л., 1928. Содерж.: XIII. Музыка и театр в 1730—1740 гг.; XIV. Музыка в придворной жизни при Елизавете Петровне и Екатерине II; XV. Музыка в домашней жизни России второй половины XVIII в.; XVI. Русская роговая музыка.
  - Т. 2. Вып. 2 (5). — М.—Л., 1928. Содерж.: XVII. Музыка в русской общественной жизни второй половины XVIII в.
  - Т. 2. Вып. 3 (6). — М.—Л., 1929. Содерж.: XVIII. Музыкальное творчество в России XVIII в. 
  - Т. 2. Вып. 4 (7). — М.—Л., 1929. Содерж.: XIX. Литература по музыке. Нотные издатели и торговцы. Инструментальные мастера и торговцы. [Алфавитный указатель. Нотное приложение]
- The earliest Russian operas // Musical Quarterly. — № 19. — 1933. — Р.331—340.
- Финдейзен Н. Ф. Дневники / Вступительная статья, расшифровка рукописи, исследование, комментирование, подготовка к публикации М. Л. Космовской — СПб.: Дмитрий Буланин.:

Дневники 1892—1901. — 2004. — 430 c.
Дневники 1902—1909. — 2010. — 392 с.